# 涙のバケーション
涙のバケーション（なみだのバケーション）はMi-Keの10枚目のシングル。

## 概要
- コニー・フランシスの「Vacation」の引用された歌い出しから始まる。アメリカンポップスのテイストを各所に取り入れた作品。
- 第43回NHK紅白歌合戦にてこの曲が披露された。
- アルバム「甦る60's 涙のバケーション」「complete of Mi-Ke at the BEING studio」に収録。
- 発売前から、レギュラー番組「NHKヒットステージ」で歌唱していた。その時期とシングルバージョンでは一部歌詞が異なる。

## 収録曲
1. 涙のバケーション
作詞: 長戸大幸　作曲: 織田哲郎　編曲: 池田大介&Mi-Ke Project
2. わたしのヒーロー
作詞・作曲: 瀬木佑未子　編曲：池田大介＆Mi-Ke Project
3. 涙のバケーション（オリジナル・カラオケ）

## タイアップ
- 『NHKヒットステージ』テーマソング